# Пархтиц
Пархтиц (њем. Parchtitz) општина је у њемачкој савезној држави Мекленбург-Западна Померанија. Једно је од 42 општинска средишта округа Риген. Према процјени из 2010. у општини је живјело 811 становника. Посједује регионалну шифру (AGS) 13061025.

## Географски и демографски подаци
Пархтиц се налази у савезној држави Мекленбург-Западна Померанија у округу Риген. Општина се налази на надморској висини од 27 метара. Површина општине износи 25,0 km². У самом мјесту је, према процјени из 2010. године, живјело 811 становника. Просјечна густина становништва износи 32 становника/km².

## Међународна сарадња
| Мјесто  | Држава  | Врста сарадње | Од    |
| ------- | ------- | ------------- | ----- |
|         | Пољска  | пријатељство  | 2008. |
| Голењов | Пољска  | партнерство   | 2003. |
| Сведала | Шведска | партнерство   | 1991. |
| Хошчно  | Пољска  | пријатељство  | 2008. |
| Извор   |         |               |       |